# Kulgam
Kulgam (en cachemir: كلگوم ) es una localidad de la India capital del distrito de Kulgam, en el estado de Jammu y Cachemira.

## Geografía
Se encuentra a una altitud de 1 745 m s. n. m. a 65 km de la capital estatal, Srinagar, en la zona horaria UTC +5:30.

## Demografía
Según estimación 2010 contaba con una población de 19 318 habitantes.